# Luciano Di Napoli
Pour les articles homonymes, voir Di Napoli.
Lucien Di Napoli (né le 12 août 1954, à Sfax, en Tunisie) est un pianiste et un chef d’orchestre français. Il a travaillé avec des artistes de renommée comme Johnny Hallyday, Michel Sardou, Herbert Léonard et Nana Mouskouri[réf. souhaitée].

## Biographie
Lucien Di Napoli est né en 1954 à Sfax, en Tunisie. En 1960, il émigre en France avec sa famille. De 1961 à 1972, il étudie le solfège, la trompette, le piano et l’orgue liturgique au conservatoire. En 1968, il forme un groupe avec ses deux frères musiciens. Trois ans plus tard, Luciano se joint à l'orchestre de bal d’André Bermond. De 1980 à 1984, il est pianiste pour Johnny Hallyday et de 1984 à 1988, pour Michel Sardou. Depuis 1988, il accompagne Herbert Léonard et depuis 1989 Nana Mouskouri.
Lorsque Luciano est chez lui, il passe la plupart de son temps dans son studio personnel. Il travaille les arrangements musicaux pour Nana Mouskouri, Herbert Léonard et aussi pour d’autres productions. En tant que chef d’orchestre de Nana, Luciano est responsable du choix des musiciens et ensemble, ils sélectionnent les titres de la tournée. Luciano participe aussi à l’enregistrement des albums. Il s’occupe des arrangements et du mixage et dirige les séances.

## Concerts enregistrés avec Nana Mouskouri
- Concert For Peace (VHS) (1997)
- Ich Hab Gelacht - Ich Hab Geweint / Live in Berlin (DVD) (2006)
- The Farewell World Tour / Live at the Odeon Herodes Atticus (DVD) (2009)